# Onegin (phim)
Onegin là bộ phim điện ảnh Mỹ-Anh, do Martha Fiennes đạo diễn, phát hành bằng tiếng Anh và Pháp, chuyển thể từ tiểu thuyết bằng thơ nổi tiếng Eugene Onegin của đại thi hào Nga Alexander Pushkin. Phim đã tham gia Liên hoan phim Toronto năm 1999, sau đó tham gia Liên hoan phim Tokyo và Martha Fiennes đoạt giải đạo diễn xuất sắc nhất. Phim cũng đoạt một số giải thưởng khác.

## Diễn viên
- Ralph Fiennes as Yevgeni "Eugene" Onegin
- Liv Tyler as Tatyana
- Irene Worth as Princess Alina
- Toby Stephens as Lensky
- Martin Donovan as Prince Nikitin
- Lena Headey as Olga
- Alun Armstrong as Zaretsky
- Simon McBurney as Triquet
- Harriet Walter as Madame Larina
- Elizabeth Berrington as Mlle Volkonsky